# Indonesische Davis-Cup-Mannschaft
Die indonesische Davis-Cup-Mannschaft ist die Tennisnationalmannschaft Indonesiens.

## Geschichte
1961 nahm Indonesien erstmals am Davis Cup teil. In den Jahren 1983 und 1989 spielte die Mannschaft in der Weltgruppe, musste sich aber jeweils in der ersten Runde Schweden bzw. der Bundesrepublik Deutschland geschlagen geben. Erfolgreichster Spieler ist Suwandi Suwandi, der in 33 Partien insgesamt 34 Spiele gewinnen konnte, davon 23 im Einzel und 11 im Doppel. Er ist außerdem Rekordspieler seines Landes.